# Idaea transmutaria
Idaea transmutaria là một loài bướm đêm trong họ Geometridae.